# Жолваж
Жолваж (д.-рус. Жолважь) — літописне місто, згадане в «Списку руських міст далеких і близьких» кінця XIV століття. Одне з числа 71 «київського» міста. Його місцезнаходження не з'ясовано.

Згадується між містами Бирин і Хотмишль:
А на Пьсле Ничян. Городище. Лошици. Бирин. Жолважь. На Воръскле Хотмышль. Чечереск.
М. М. Тихомиров відзначає серед найважчих для правильного розуміння «Списку» фразу «Жолважь на Ворскле Хотмышль», оскільки назви річок у ньому поставлені то раніше, то після назв міст. У коментарях до «Списку» Тихомиров пише, що «Жолважь за документом 1499 р. перебував у безпосередньому сусідстві з Городиском: „Городиское волости и Жолважское“. На карті Боплана 1665 р. у верхів'ях річки Псел показано селище Городиски (Horodyski); це, мабуть, Городище на Пселі нашого „Списку“. Отже, Жолважь треба шукати в цьому ж районі». З документів XV—XVII століть відомо про Жолважську (Желватську) волость на середньому Пслі, яка сформувалася ще в період удільної роздробленості і практично без змін проіснувала до першої половини XVII століття.
Згідно з однією з гіпотез, Жолваж можна співвіднести з Тополянським городищем, розташованим поблизу Сум. За іншою версією, Жолваж локалізується в Курської області Росії і пов'язаний з Горнальським археологічним комплексом або з Вишневим городищем у межах міста Суджі.
Лінгвіст М. А. Ююкін бачить етимологію топоніму Жолваж в посівному похідному з формантом *-jь від незасвідченого двочленного антропоніма *Жел(и)вадъ. Обидва компоненти відомі в слов'янській антропонімії.